# Icon of Coil
Icon of Coil är en norsk grupp. Musiken klassas vanligast som futurepop. Bandet startades 1997 av Andy LaPlegua som ett singelprojekt, men snart anslöt Sebastian Komor som livemedlem. Komor kom snart att bli en permanent medlem i gruppen.
Redan efter ett par spelningar släppte de singeln "Shallow Nation", som sålde slut på kort tid. År 2000 blev Christian Lund ny medlem i gruppen.

## Diskografi
Studioalbum
- 2000 – One Nation Under Beat
- 2000 –  Serenity Is The Devil
- 2002 – The Soul Is In The Software
- 2004 – Machines Are Us

EP
- 2003 – Seren EP
- 2004 – SoundDivE.P.

Singlar
- 2000 – "Shallow Nation"
- 2002 – "Access and Amplify"
- 2003 – "Android"
- 2012 – "PerfectSex"

Annat
- 2004 – Machines Are Us (2CD) Limited edition
- 2004 – Uploaded & Remixed / Shelter (2CD) Limited edition